# 파비오 콜토르티
파비오 콜로트니(독일어: Fabio Coltorti, 1980년 12월 3일 ~ )은 스위스의 전 축구 선수이다. 현역 시절 포지션은 골키퍼였다.